# LMule
lMule (Linux Mule) fue un intento temprano de desarrollar un cliente similar a eMule para Linux. Timo Kujala inició este proyecto en enero de 2003, migrando todo el código de eMule a Linux. Por aquel entonces, ya existían aplicaciones de corte similar, aunque en su mayoría con interfaz de línea de comandos. lMule, por el contrario, ofrecía una interfaz muy similar a eMule.
El desarrollo fue creciendo con el paso del tiempo pero, en junio de 2003, surgieron disputas entre diversos colaboradores, llegando a producirse el secuestro del dominio web por uno de los contribuyentes. Esto trajo consigo la aparición del fork conocido como xMule, proyecto del cual surgiría posteriormente un nuevo fork, conocido como aMule. El proyecto lMule, por su parte, fue cancelado.